# Christen Købke
Christen Schiellerup Købke (Copenhague, 26 de mayo de 1810-7 de febrero de 1848), fue un pintor, grabador y litógrafo danés.

## Primeros años
Nació en Copenhague, hijo de Peter Berendt Købke, un panadero, y la esposa de este, Cecilie Margrete, quienes tuvieron un total de once hijos. Købke es uno de los artistas más conocidos de la llamada Edad de Oro de la Pintura Danesa.  
En 1815 la familia se trasladó desde una panadería cerca de Hillerød a Kastellet, una zona de fortificación militar en Copenhague, donde su padre era el panadero jefe. A los once años padeció un brote de fiebre reumática. Hizo muchos dibujos durante su convalecencia y decidió que se convertiría en artista.
En 1822 a los doce años de edad, comenzó sus estudios en la Academia Real Danesa de Arte (Det Kongelige Danske Kunstakademi).  Estudió primero en la clase de dibujo, y luego en el estudio de pintura de C. A. Lorentzen, y finalmente cuatro años con Christoffer Wilhelm Eckersberg después de la muerte de Lorentzen en 1828.  Eckersberg insistía en la observación de la naturaleza, y el talento de Købke creció bajo la enseñanza disciplinada de Eckersberg. La influencia de Eckersberg se ve ya en la primera obra de madurez de Købke: «Vista de la catedral de Århus» (Parti af Århus Domkirke) pintada en 1829.  La pintura fue adquirida por la Unión de Arte (Kunstforening) y actualmente se encuentra en la colección del Museo de Arte Nacional (Statens Museum for Kunst). En sus primeras obras, retratos y paisajes, se siente la influencia del francés Jean-Baptiste Greuze
Recibió el pequeño medallón de plata de la Academia en 1831 y un gran medallón de plata en 1833.

## Carrera temprana

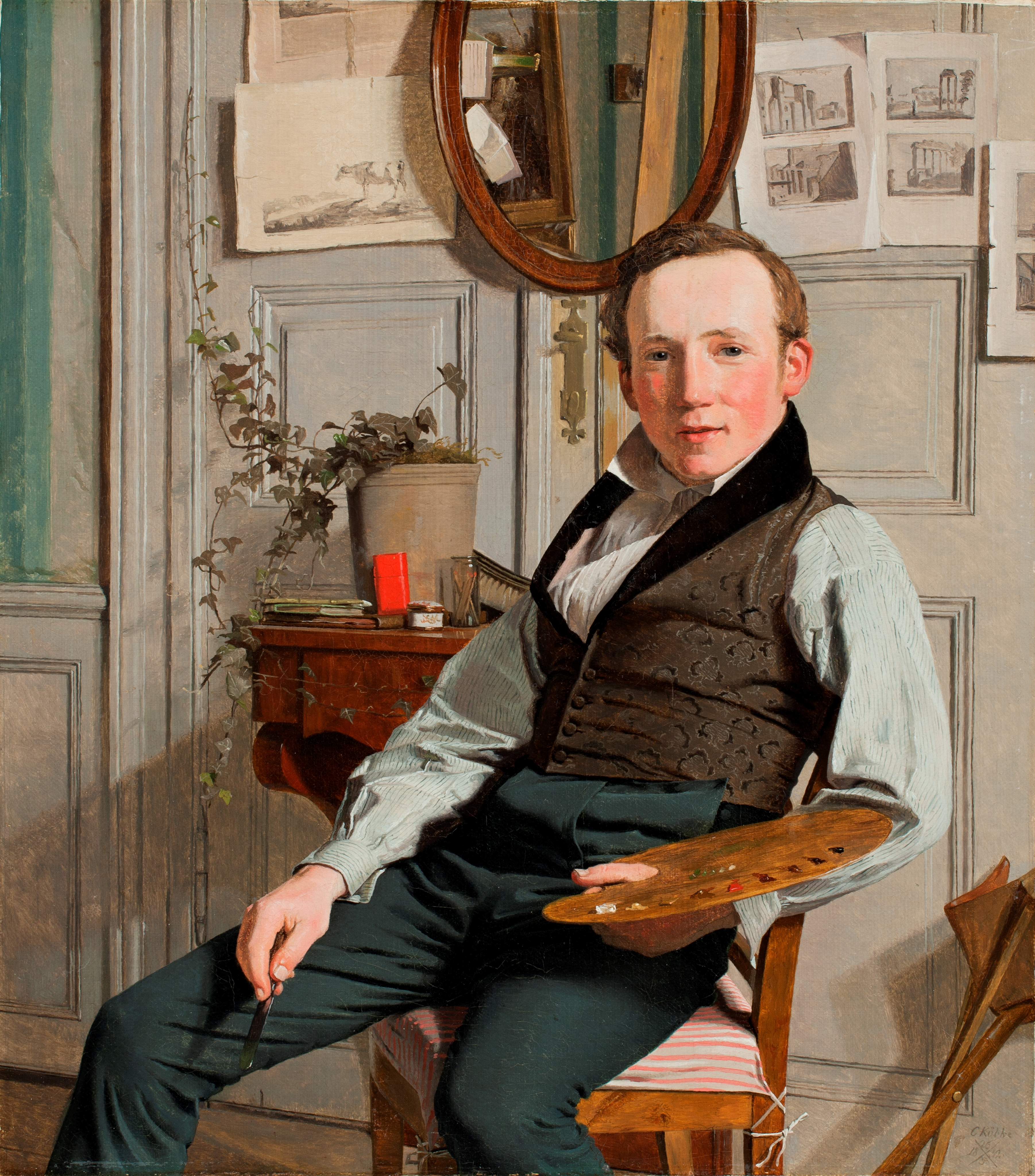
Retrato de Frederik Hansen Sødring, 1832.

Vivió en Kastellet hasta 1833 realizando muchos cuadros de la zona. Su pintura Gården ved bageriet i Kastellet (h. 1832) cuelga en el museo Ny Carlsberg Glyptotek de Copenhague.
En 1832 compartió un estudio con su amigo el paisajista Frederik Hansen Sødring.  Pintó un retrato de Sødring que actualmente cuelga en la Colección Hirschsprung.
En 1834 se trasladó, junto con sus padres, fuera de las fortificaciones de Copenhague cerca de Sortedamssøen, una zona lacustre.  Pintó muchas vistas sobre el lago hacia la ciudad y los diques que rodeaban la ciudad. Su obra se hizo más grande y monumental.
Como muchos de sus contemporáneos, se vio influido por Niels Lauritz Høyen, historiador de arte, que promovía un arte nacionalista. Høyen pedía a los artistas que buscaran temas en el folclore de su país en lugar de buscar temas en otras tierras como Italia (lo que era en aquella época un requisito para la formación de un artista).  En una visita a Hillerød en 1835 pintó un cuadro romántico del Castillo de Frederiksborg, «Frederiksborg Slot ved Aftenbelysning» («Castillo de Frederiksborg a la luz del crepúsculo»).
A finales de 1837 se casó con Susanna Cecilie Købke (1810-1849), y poco después pintó un retrato de su joven novia.

## Viaje a Italia
En 1838 recibió un estupendio de viaje por parte de la Academia, dejó a su joven esposa y viajó a través de Dresde y Múnich hacia Italia, acompañado por el pintor decorador Georg Hilker.  Llegaron a Roma a final de año, donde encontró a su cuñado, Frederik Christopher Krohn, escultor y diseñador de medallas, y muchos otros artistas daneses.  Viajó, junto con Constantin Hansen el año siguiente a Nápoles, Sorrento, Pompeya y Capri, donde pintó al aire libre. No obstante, este viaje no le influyó mucho en su estilo.

## Regreso de Dinamarca
Regresó a casa en el año 1840 con una gran colección de esbozos para usar más tarde como inspiración. Desafortunadamente, la mayor parte de su obra posterior con estos temas italianos careció de inspiración y no gozaron de mucho favor. Dejó el formato pequeño en favor de otro más grande. Købke pensó incluso en un tiempo en convertirse en un pintor decorador, habiendo participado en 1844-1845 en la decoración de Museo Thorvaldsen, dedicado a las obras artísticas de Bertel Thorvaldsen.
Dos años más tarde murió su padre, en 1843 la familia vendió la propiedad en las afueras de Copenhague y Købke regresó a la ciudad. Su solicitud para ser admitido en la Academia, que estaba acompañada por uno de sus paisajes italianos fallidos, fue rechazada en 1846. Murió en 1848 de neumonía, y se encuentra enterrado en Apossistens Kirkegård.

## Legado

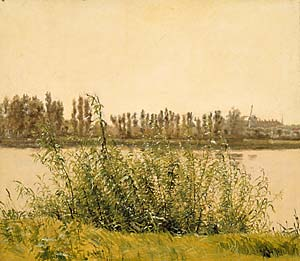
A orillas de un lago cerca de Dosseringen, óleo sobre lienzo, 24,2 x 27,8 cm, Museo Ordrupgaard de Charlottenlund, Dinamarca.

Købke, un romántico nacionalista, pintó retratos, paisajes y pinturas arquitectónicas. La mayor parte de los retratos de Købke muestran a amigos, miembros de su familia y compañeros artistas.  Encontró la mayor parte de sus motivos en lo que le rodeaba de manera inmediata. Se consideran como puntos culminantes de la pintura danesa de la época sus interpretaciones pictóricas de lo que le rodeaba, escenas de la vida cotidiana de la ciudad de Copenhague y sus alrededores. Más que vistas panorámicas, buscaba rincones del paisaje con perspectivas sorprendentes y a la luz del día. 
Solía pintar cuadros de tamaño muy pequeño, con una técnica a base de pequeñas manchas. Fue evolucionando poco a poco hacia un mayor clasicismo. Y, tras su viaje a Italia, el formato se hizo más grande y las obras perdieron parte de su frecura e interés. De sus obras destaca la luminosidad así como el ambiente intimista y la sensibilidad con que retrata a familiares y amigos. Actualmente se le reconoce internacionalmente por sus pinturas bien compuestas y armónicas, por sus cualidades cromáticas y por su sentido de la vida cotidiana. Pero en vida fue casi olvidado, especialmente debido a su temprana muerte y limitada producción. A pesar de su talento y la alabanza de varios contemporáneos, Købke nunca resultó inundado con encargos. 
A Købke se le reconoce actualmente como uno de los más talentosos pintores daneses de la Edad de Oro, de un grupo de naturalistas que buscaban una pintura danesa autónoma, centrada en el paisaje nacional, más que en el clasicismo de Eckersberg. Es el más conocido internacionalmente de los pintores daneses de su generación. 
Sus obras están en las colecciones no sólo de los museos daneses sino también en otros internacionales como el J. Paul Getty Museum.

## Galería

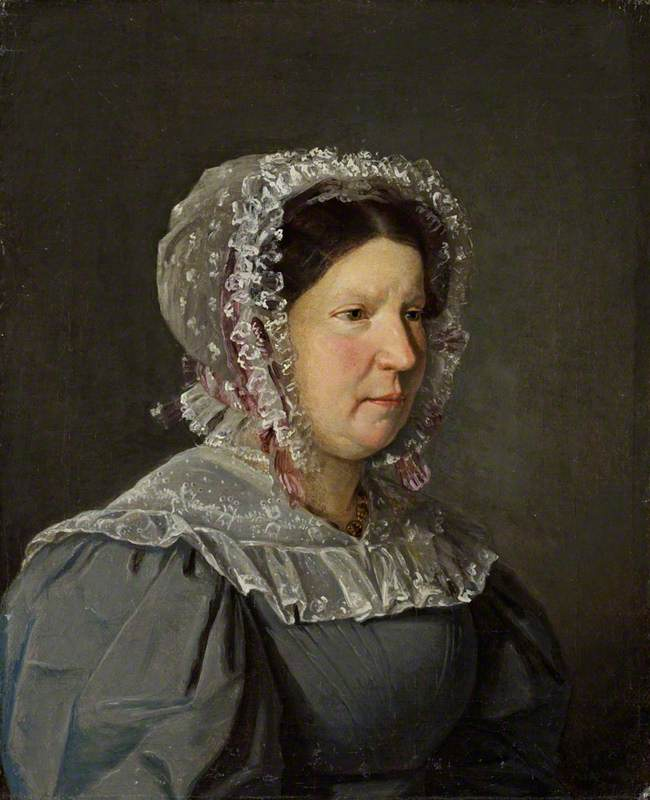
Cecilia Margaret Købke, madre de Christen Købke (1829)
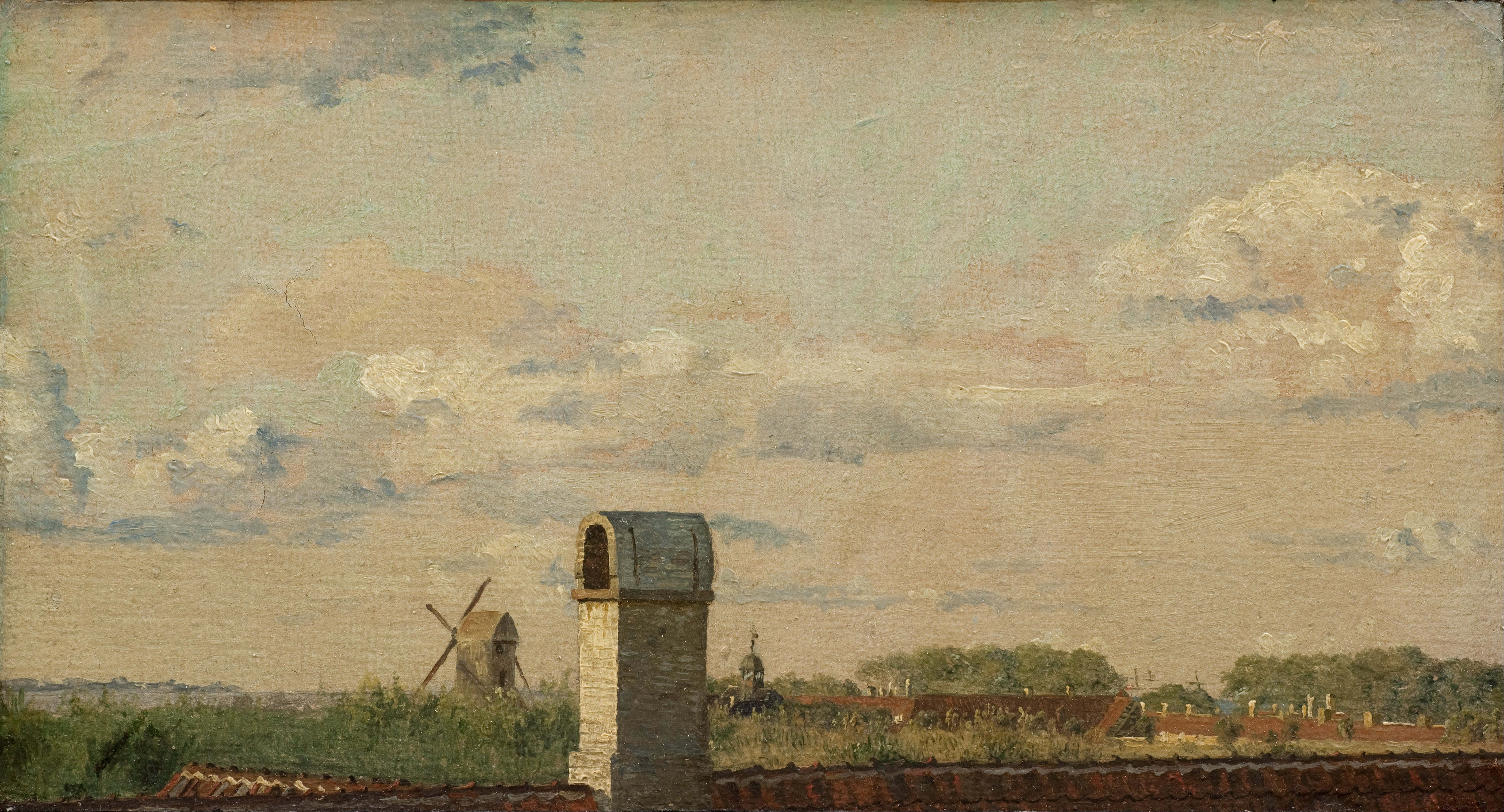
Vista desde una ventana en Toldbodvej, mirando a través de la ciudadela en Copenhague (1833)
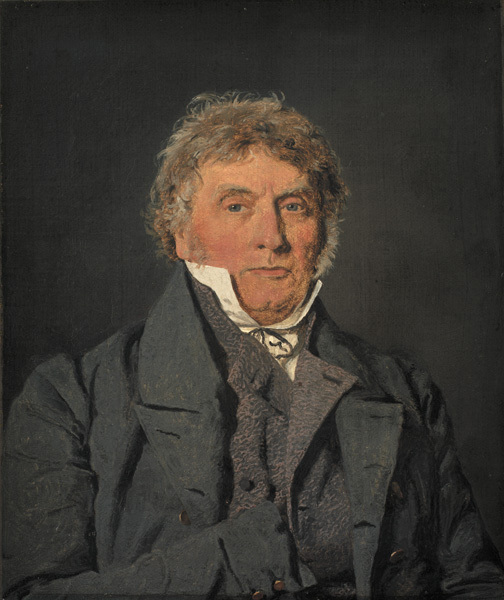
Peter Berend Købke, padre de Christen Købke (1835)
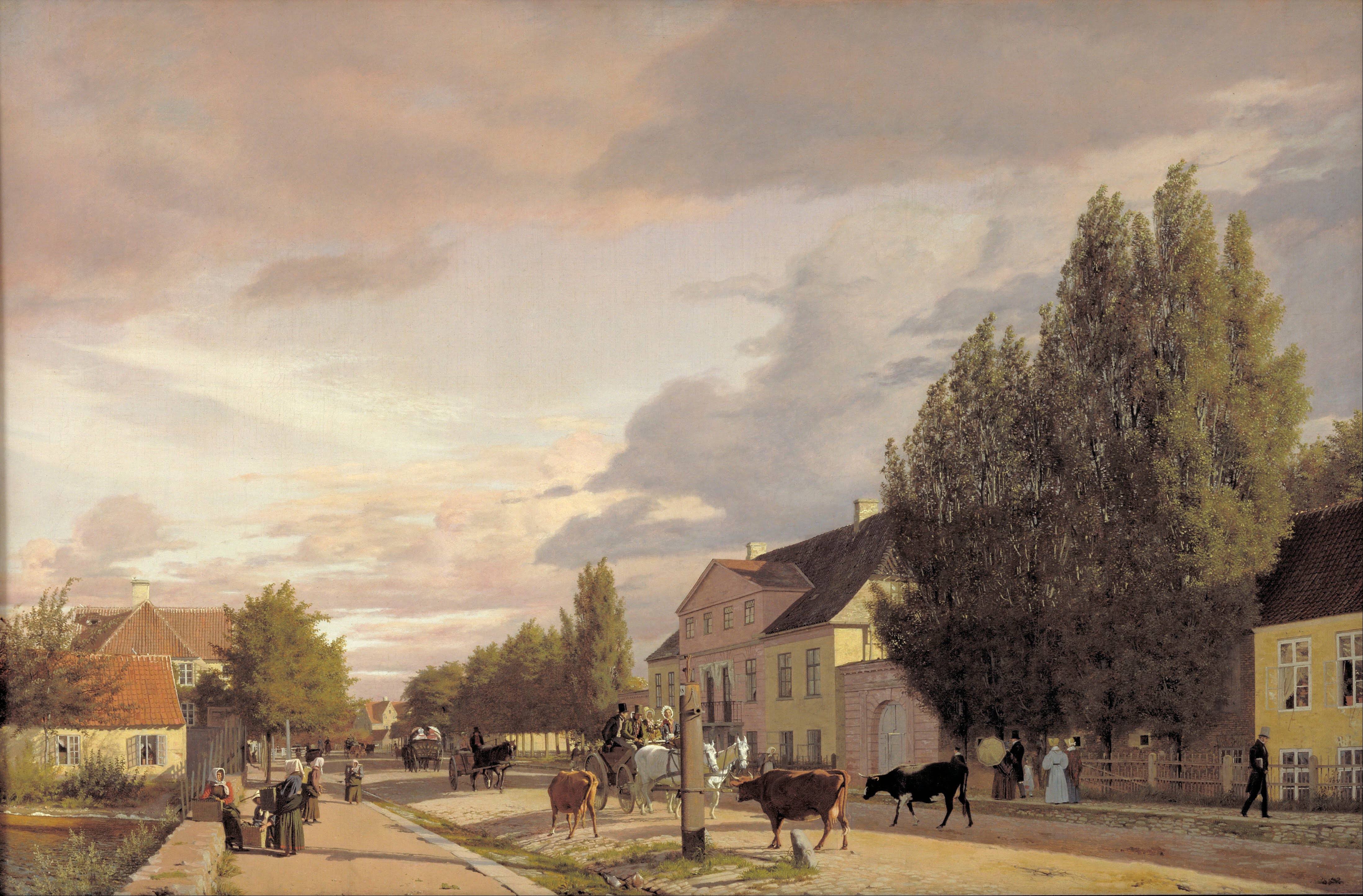
Vista de una calle en Østerbro, en las afueras de Copenhague (1836)
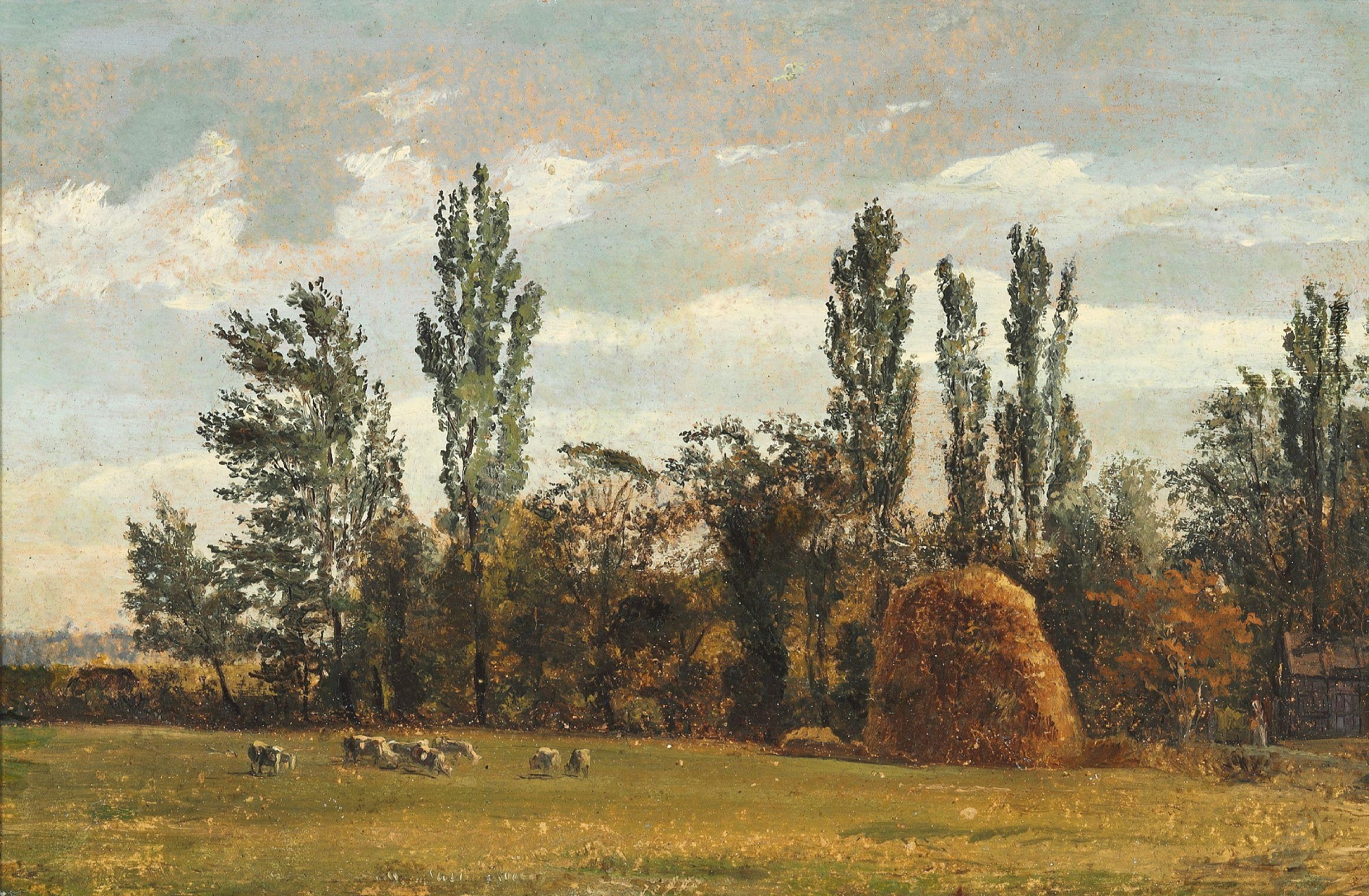
Paisaje con pajar (c. 1836)
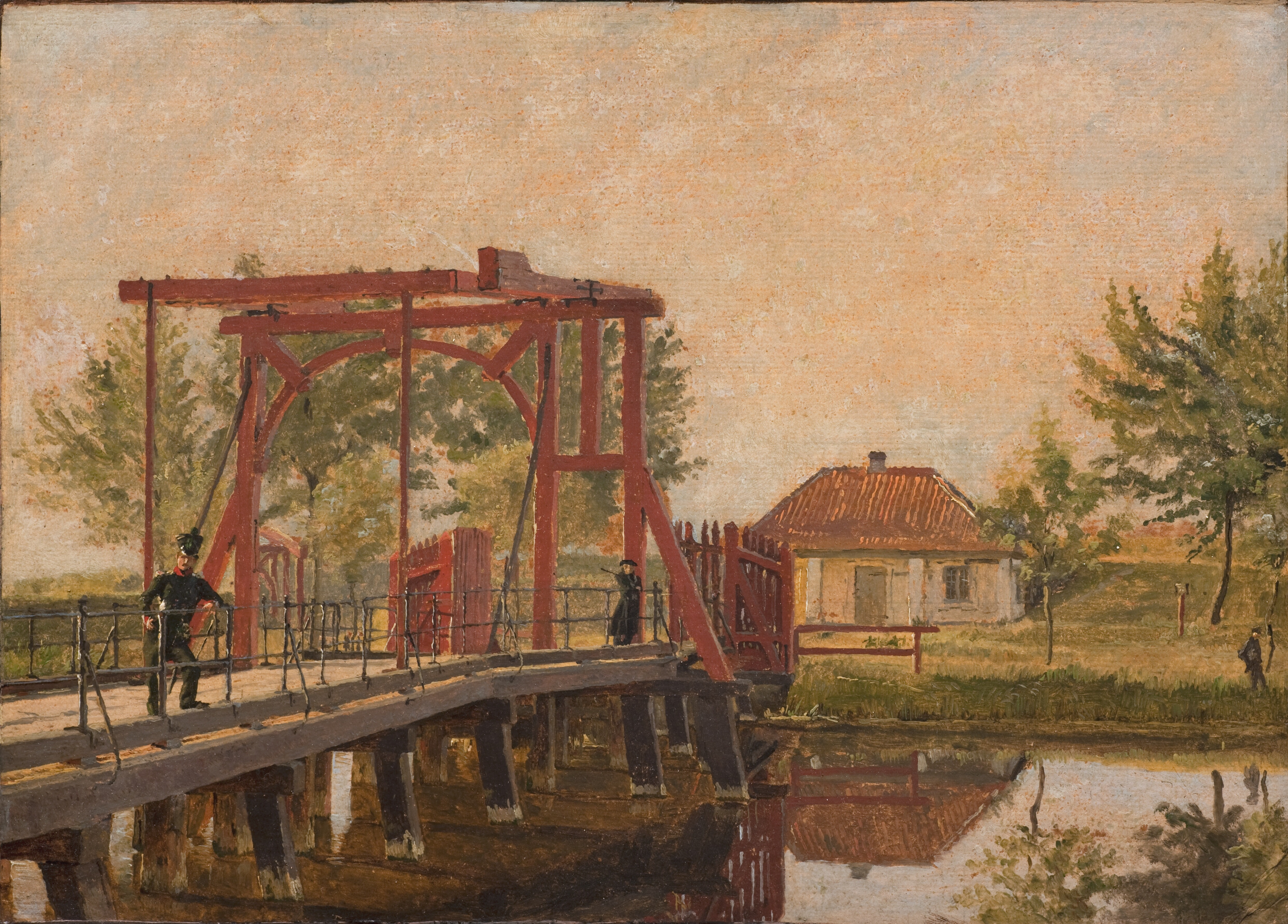
Puente levadizo al norte de la ciudadela de Copenhague (1837)
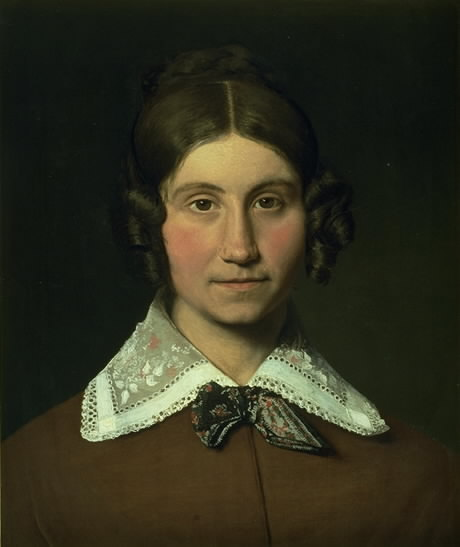
Emilie Krohn, hermanastra de Christen Købke (1838)
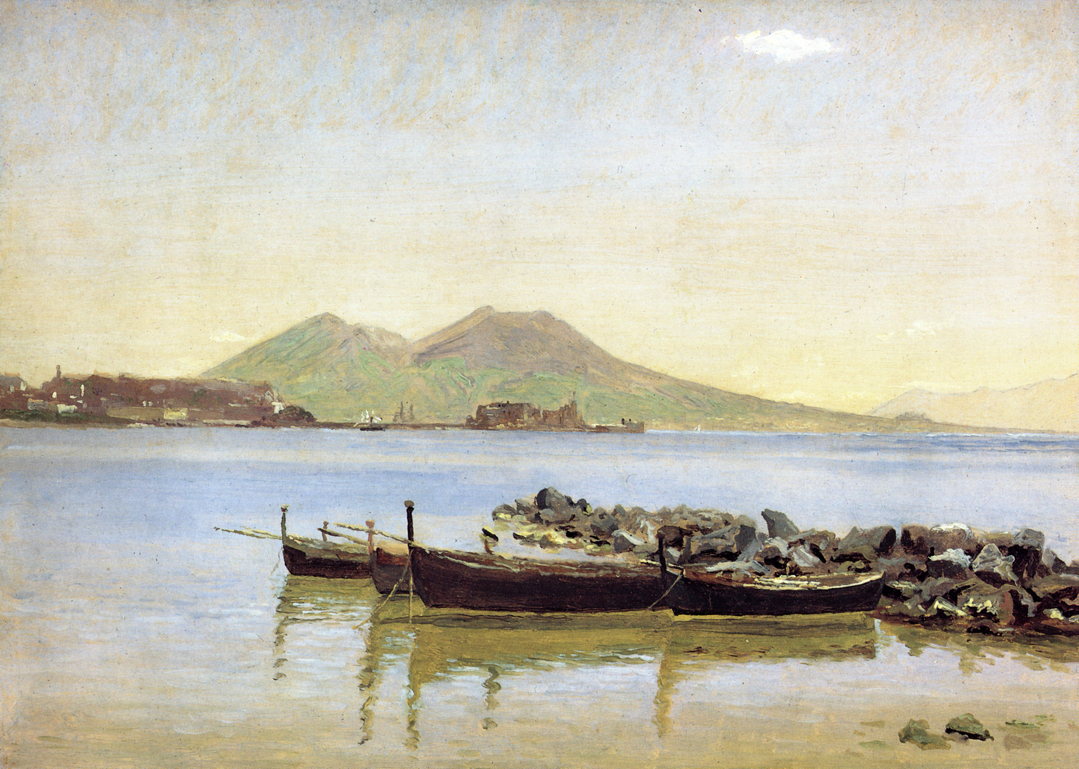
La bahía de Nápoles con el Vesubio al fondo (1839)
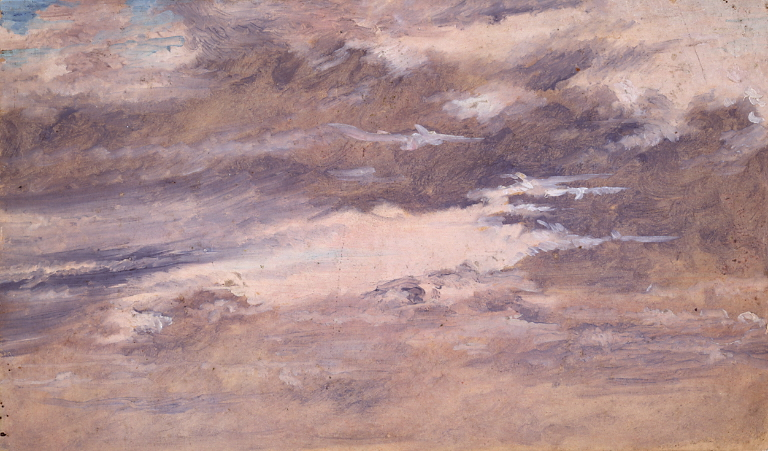
Estudio de las nubes (c. 1840)
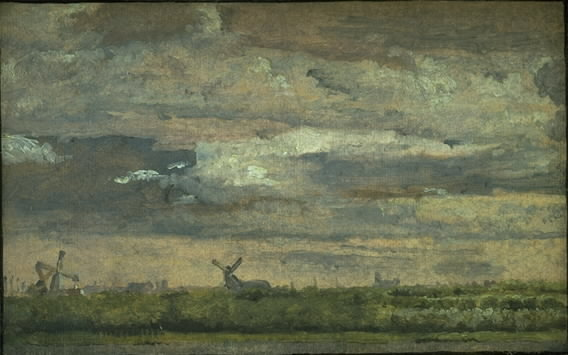
Vista en las cercanías de Copenhague (c. 1841)